# Inatsisartut
Bâtiment de l'Inatsisartut
L'Inatsisartut — littéralement : « ceux qui font la loi » — est le parlement monocaméral du Groenland, pays constitutif du royaume de Danemark. Il comprend 31 sièges renouvelés tous les quatre ans.
Le gouvernement est divisé en ministères, et les départements dans les ministères gèrent le travail administratif pratique. Les ministres sont politiquement responsables pour le travail de ces départements.

## Histoire
L'Inatsisartut succède au Landsråd (da) (Conseil provincial) le 1er mai 1979. Il compte 21 sièges à sa création, nombre qui a augmenté à plusieurs reprises. Depuis 1995, il compte 31 sièges.

## Système électoral
L'Inatsisartut est composé de 31 sièges pourvus pour quatre ans au scrutin proportionnel plurinominal de liste dans une seule circonscription électorale. Après décompte des voix, les sièges sont répartis selon la méthode D'Hondt, sans seuil électoral
Jusqu'en 1998, le Groenland était divisé en huit circonscriptions électorales plurinominales.
Toutes les principales formations politiques du territoire ont leur siège à Nuuk, Inuit Ataqatigiit, Siumut, Démocrates et Atassut.

## Liste des présidents
Le parlement est dirigé par une présidence composée de cinq de ses membres, dont un président depuis 1988.
| Nom                | Période   | Parti             |
| ------------------ | --------- | ----------------- |
| Lars Chemnitz      | 1988-1991 | Atassut           |
| Bendt Frederiksen  | 1991-1995 | Siumut            |
| Knud Sørensen      | 1995-1997 | Atassut           |
| Anders Andreassen  | 1997-1999 | Siumut            |
| Ole Lynge          | 1999-2001 | Inuit Ataqatigiit |
| Daniel Skifte      | 2001-2003 | Atassut           |
| Jonathan Motzfeldt | 2003-2008 | Siumut            |
| Ruth Heilmann      | 2008-2009 | Siumut            |
| Josef Motzfeldt    | 2009-2013 | Inuit Ataqatigiit |
| Lars Emil Johansen | 2013-2018 | Siumut            |
| Vivian Motzfeldt   | 2018-2021 | Siumut            |
| Hans Enoksen       | 2021-2022 | Naleraq           |
| Kim Kielsen        | 2022-2023 | Siumut            |
| Mimi Karlsen       | 2023-2025 | Inuit Ataqatigiit |
| Kim Kielsen        | 2025-     | Siumut            |

## Composition
| Parti             | 1979 | 1983 | 1984 | 1987 | 1991 | 1995 | 1999 | 2002 | 2005 | 2009 | 2013 | 2014 | 2018 | 2021 | 2025 |
| ----------------- | ---- | ---- | ---- | ---- | ---- | ---- | ---- | ---- | ---- | ---- | ---- | ---- | ---- | ---- | ---- |
| Siumut            | 13   | 12   | 11   | 11   | 11   | 12   | 11   | 10   | 10   | 9    | 14   | 11   | 9    | 10   | 4    |
| Atassut           | 8    | 12   | 11   | 11   | 8    | 10   | 8    | 7    | 6    | 3    | 2    | 2    | 2    | 2    | 2    |
| Inuit Ataqatigiit |      | 2    | 3    | 4    | 5    | 6    | 7    | 8    | 7    | 14   | 11   | 11   | 8    | 12   | 7    |
| Parti polaire     |      |      |      | 1    | 1    |      |      |      |      |      |      |      |      |      |      |
| Akulliit Partiiat |      |      |      |      | 2    | 2    |      |      |      |      |      |      |      |      |      |
| Indépendant       |      |      |      |      |      | 1    | 5    | 1    |      |      |      |      |      |      |      |
| Les Démocrates    |      |      |      |      |      |      |      | 5    | 7    | 4    | 2    | 4    | 6    | 3    | 10   |
| Kattusseqatigiit  |      |      |      |      |      |      |      |      | 1    | 1    |      |      |      |      |      |
| Parti inuit       |      |      |      |      |      |      |      |      |      |      | 2    |      |      |      |      |
| Naleraq           |      |      |      |      |      |      |      |      |      |      |      | 3    | 4    | 4    | 8    |
| Total             | 21   | 26   | 25   | 27   | 27   | 31   | 31   | 31   | 31   | 31   | 31   | 31   | 31   | 31   | 31   |